# OONI
O Open Observatory of Network Interference  (OONI) é um projeto que monitoriza a censura da Internet mundialmente. O projeto depende de voluntários para executar software que deteta bloqueios e relata as descobertas à organização. Em junho de 2023, a OONI analisou 1.468,4 milhões de conexões de rede em 241 países.

## Desenvolvimento

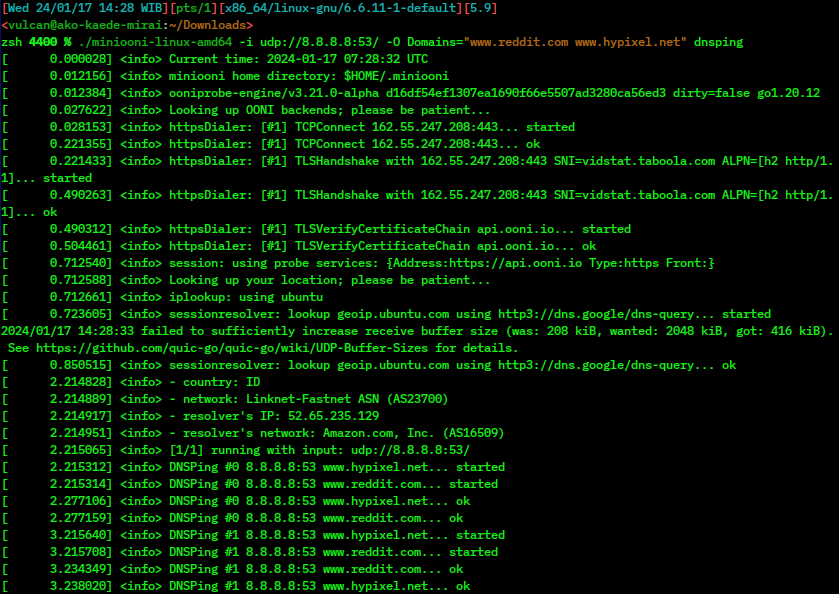
Captura de ecrã do software de linha de comando

O OONI foi lançado oficialmente em 2012 como um projeto de software livre sob o Projeto Tor, com o objetivo de estudar e mostrar a censura global na Internet. Em 2017, a OONI lançou a OONI Probe, uma aplicação móvel que executa uma série de medições de rede. Estas medições detetam sites, aplicativos e outras ferramentas bloqueados, além da presença de middleboxes. Os resultados destes testes podem ser utilizados por meio do OONI Explorer e da API.
Até 2018, o projeto recebeu US$ 1.286.070 em financiamento do Open Technology Fund.

## Testes

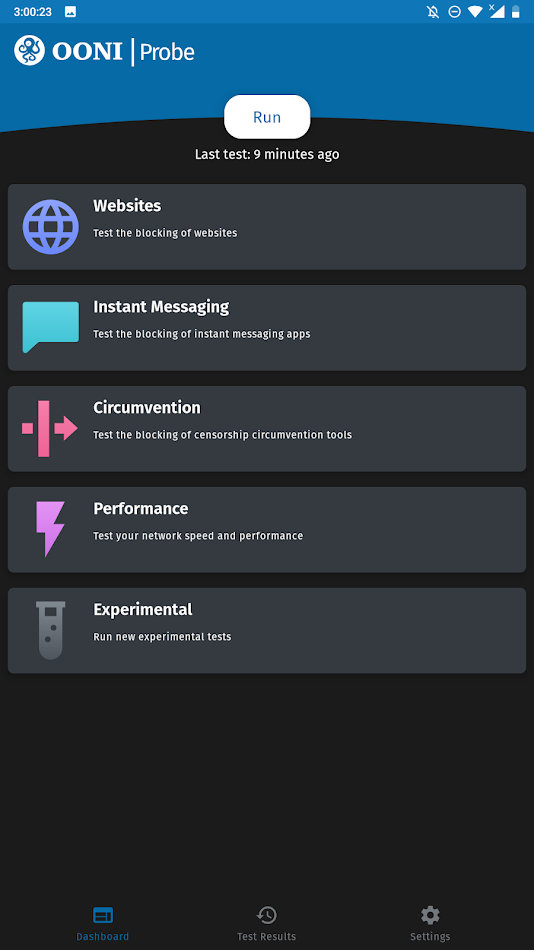
Captura de ecrã do painel da aplicação OONI Probe.

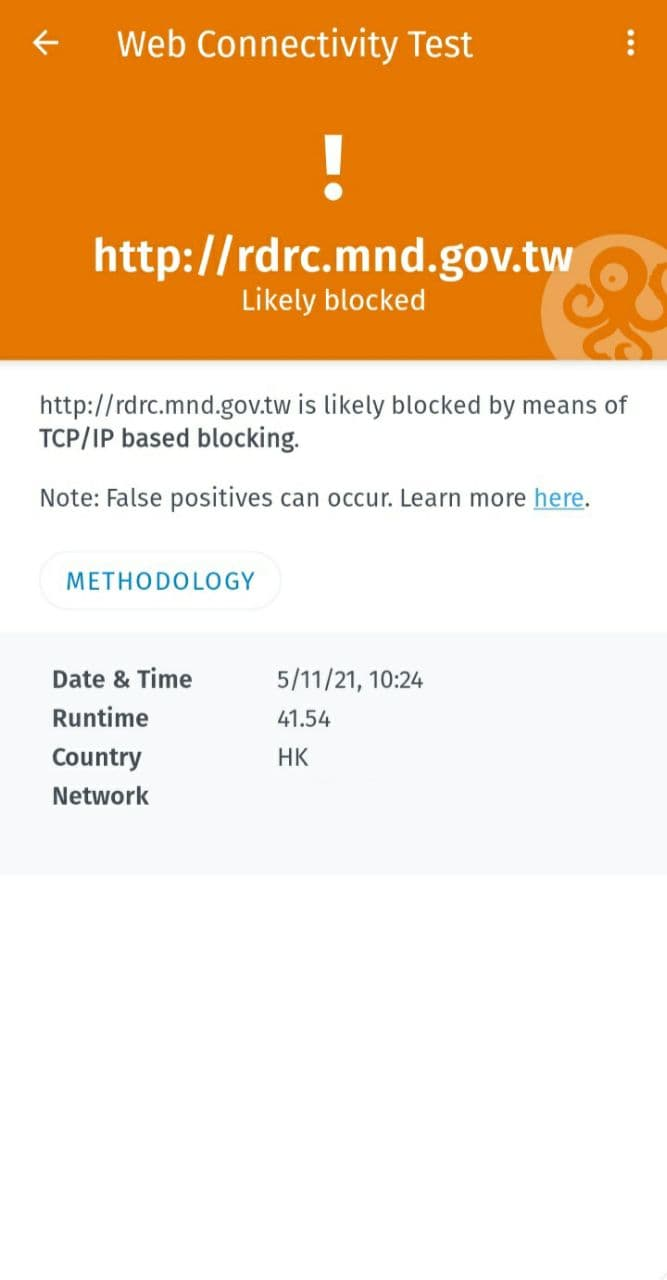
Captura de ecrã da aplicação OONI Probe informando que um site pode ter sido bloqueado por meio de bloqueio baseado em TCP/IP.

Os testes atuais implantados pelo OONI são os seguintes:
- Conectividade da Web
- Consistência de DNS
- Host HTTP
- Solicitações HTTP
- Acesso ao Facebook Messenger
- Acesso ao Telegram
- Acesso ao WhatsApp
- Acesso ao Signal
- Deteção de manipulação de campo de cabeçalho HTTP
- Deteção de linha de solicitação HTTP inválida
- Pedidos antecipados Meek
- Acesso a ponte Tor
- Acesso Vanilla Tor
- Acesso Lantern
- Acesso Psiphon
- Streaming Adaptável Dinâmico sobre streaming HTTP
- NDT (Teste de Diagnóstico de Rede)

## Casos notáveis
O OONI confirmou dados que analisam o apagão de Internet no Irão em 2019. Em 24 de fevereiro de 2019, o meio de comunicação independente cubano Tremenda Nota confirmou o bloqueio do seu site algumas horas antes de um referendo em Cuba. Uma nova constituição foi votada no país pela primeira vez em décadas. Os dados de medição da rede OONI confirmaram o bloqueio do site juntamente com vários outros sites de mídia independentes durante o referendo. A rede já havia confirmado o bloqueio de 41 sites no país em 2017. Casos de censura na Internet e de interrupções na rede durante eleições também foram detetados no Benim, na Zâmbia, e no Togo. Em maio de 2019, o OONI relatou que o governo chinês bloqueou todas as edições linguísticas da Wikipédia. Após a invasão russa da Ucrânia em 2022, o OONI confirmou que a maioria dos provedores de serviços de Internet russos começaram a bloquear o acesso ao Twitter, Facebook, Instagram, BBC, Deutsche Welle, Radio Free Europe, Voice of America, Interfax, Meduza, Dozhd, The New Times e 200rf (um site lançado pelo Ministério de Assuntos Internos da Ucrânia para permitir que os russos encontrem os seus familiares que foram capturados ou mortos durante a guerra).